# Hestnes, Vestland
Hestnes är en tidigare tätort i Lusters kommun i Vestland fylke i västra Norge. Orten ligger där fylkesväg 55 möter fylkesväg 5642, på östra sidan av insjön Hafslovatnet.
Sedan 2023 räknas bebyggelsen i orten som en del av tätorten Hafslo.
Tidigare har orten tillhört dåvarande Hafslo kommun.